# Theophilus Antecessor
Theophilus Antecessor was een Byzantijns rechtsgeleerde uit de zesde eeuw.

## Levensloop
Theophilus doceerde in Constantinopel. Samen met de rechtsgeleerde Dorotheus en onder de leiding van Tribonianus was hij de opsteller van de Institutes van Justinianus. Samen met de Digestes, de Codex en de Novelles maken de Institutes deel uit van de Justiniaanse compilaties.
Over dit werk heeft hij in het Grieks een commentaar nagelaten, die pas in het begin van de 16e eeuw werd ontdekt door Viglius, en onmiddellijk door hem werd uitgegeven en aan keizer Karel werd opgedragen. Er volgden verdere uitgaven in 1638 in Parijs, in 1751 in Den Haag (met Latijnse vertaling) en in 1860 in Amsterdam. 